# TwitPic
Twitpic fue un sitio web que permitía a los usuarios publicar fácilmente fotos en Twitter, microblogging y redes sociales. Twitpic era a menudo utilizado por los periodistas y ciudadanos para cargar y distribuir imágenes en tiempo casi real como un evento que está ocurriendo.

## Historia
Twitpic se puso en marcha en 2008 por Noah Everett. En una entrevista con Mixergy, Noah Everett reveló que le habían ofrecido una cantidad de 10 millones de dólares americanos por su empresa, pero él negó dicha oferta.

## Descripción
Twitpic puede ser utilizado con independencia de Twitter, de una manera similar a Flickr. Sin embargo, varias características hacen de este sitio un compañero ideal para Twitter. En Twitpic los nombres de usuario y contraseñas son las mismas que las de Twitter. Los comentarios en las fotografías se envían como un tuit de respuesta instantánea. Las URL de Twitpic ya están acortadas, lo que hace innecesario el uso acortar URL. Cualquier persona con una cuenta de Twitter pueden enviar fotos al sitio. Esto tiene la desventaja de que cualquiera puede enviar el material que quiera, así mismo podría ser pornográfico, obsceno o material ofensivo, pero esto está prohibido por las condiciones de uso.

## En los medios de comunicación
En enero de 2009, US Airways Flight 1549 experimentó múltiples colisiones con aves y tuvo que hacer un aterrizaje forzoso en el río Hudson tras despegar del aeropuerto de La Guardia en Nueva York. Un pasajero de uno de los transbordadores que se apresuraron a ayudar, tomó una foto del avión derribado mientras los pasajeros todavía estaban en la evacuación enviándola a través de Twitpic antes de que los medios tradicionales llegaran al lugar. El servicio Twitpic se colapsó mientras miles de personas intentaban acceder a la foto, al mismo tiempo. Twitpic también se colapsó el 1 de abril de 2009 como consecuencia de la enorme cantidad de fotos (y las personas que visitaban estas fotos) que se publicaron a partir de las protestas del G20 en Londres.
La cantante estadounidense Lady Gaga fue la primera en llegar a los 10 millones de visitas con su cover Marry The Night, sin embargo esta cifra fue superada unos meses después por un joven colombiano llamado Andrey Lawson con su cover llegando a los 12,600,000 millones de visitas, siendo así las dos personas con más visitas en el sitio web TwitPic seguidos por la cantante Britney Spears